# فیلیپ-آنتوان مرلن دو دوئه
فیلیپ-آنتوان مرلن دو دوئه (فرانسوی: Philippe-Antoine Merlin de Douai‎; ۳۰ اکتبر ۱۷۵۴ – ۲۶ دسامبر ۱۸۳۸) سیاست‌مدار و حقوقدان اهل فرانسه بود.
وی از فوریه تا مه ۱۷۹۸ و مه ۱۷۹۹ تا ژوئن ۱۷۹۹ رییس دیرکتوار فرانسه و همچنین ۳ اوت تا ۱۸ اوت ۱۷۹۴ رییس کنوانسیون ملی فرانسه بوده‌است.

## منالبع
- This article incorporates text from a publication now in the public domain: Chisholm, Hugh, ed. (1911). "Merlin, Philippe Antoine, Count". Encyclopædia Britannica (به انگلیسی). Vol. 18 (11th ed.). Cambridge University Press. pp. 169–170. In turn, it gives the following reference:
  - François Auguste Alexis Mignet, Portraits et notices historiques (1852), vol. I